# Nil (mythologie)
Pour les articles homonymes, voir Nil (homonymie).

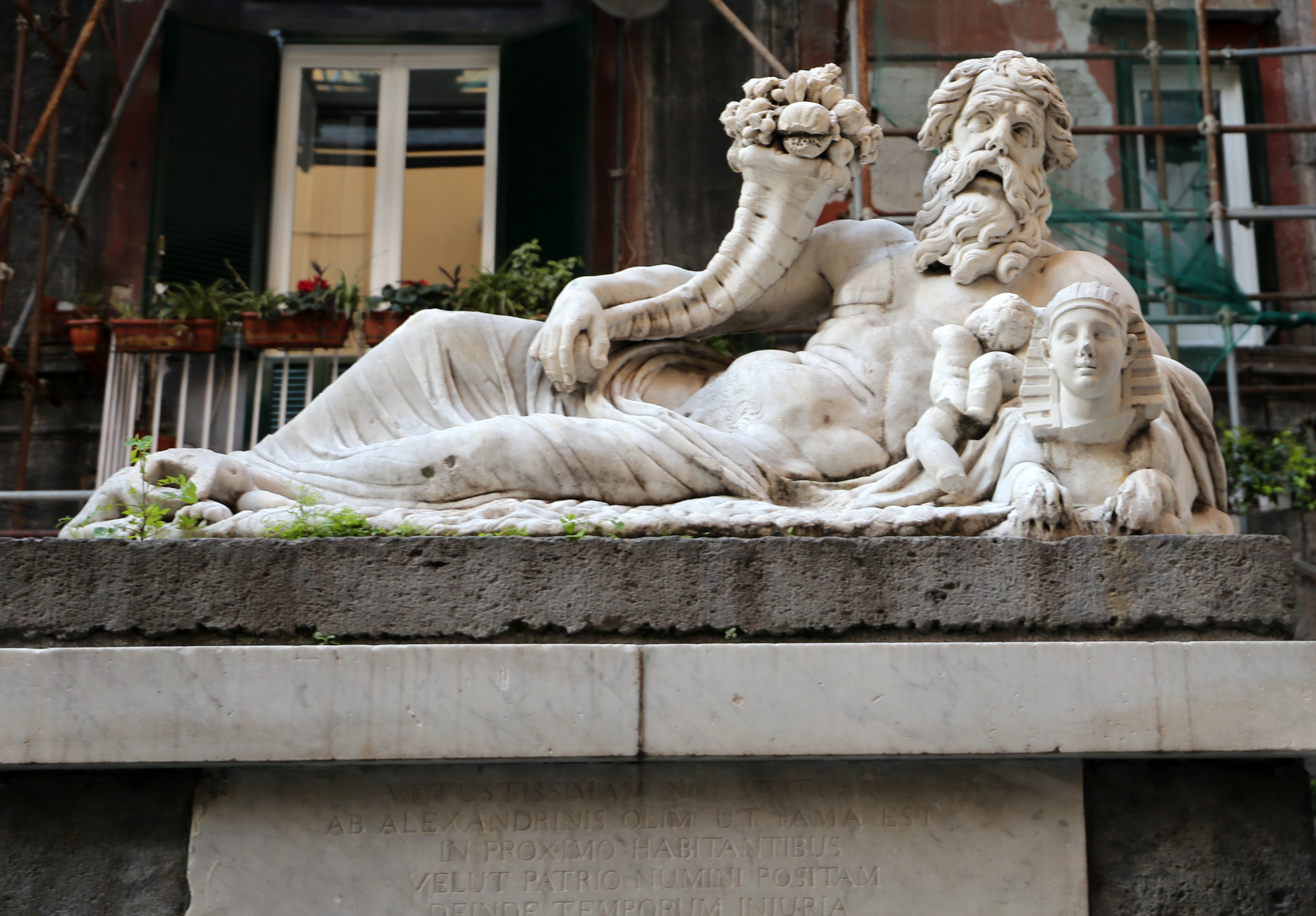
Statue du dieu Nil, sculpture romaine du IIe siècle située à Naples.

Dans la mythologie grecque, Nil (en grec ancien Νεῖλος / Neîlos, en latin Nilus) est le dieu fleuve associé au Nil. Il était initialement le dieu du Nil, mais il s'est ultérieurement confondu avec le mythe d'Io.
Homère le mentionne à deux reprises sous le nom d’Égyptos (Αἴγυπτος / Aigyptos), et parle des « eaux d'Égyptos qui nous viennent des dieux » (Αἰγύπτοιο, διιπετέος  ποταμοῖο / Aigýptoio, diipetéos potamoîo). La tradition hésiodique en fait le fils d'Océan et de Téthys, comme tous les dieux fleuves, néanmoins il est chez Pindare fils de Cronos.
À l'époque ptolémaïque, Euthénia, déesse grecque de la prospérité et une des jeunes Charites, lui fut donné pour épouse.
Sa descendance regroupe plusieurs naïades, notamment : Memphis et Anchinoé, Chioné (par Callirrhoé) et Anippé.
D'après Hygin, la constellation de l'Éridan pourrait représenter le Nil.
Chez les Égyptiens, le dieu du Nil est Hâpy.